# 大眼棱鯡
大眼棱鯡為輻鰭魚綱鲱形目鲱科的其中一種，分布於裏海中部及南部海域，體長可達14.5公分，棲息在鹹水域，成群活動，屬肉食性，以橈腳類、甲殼類、小魚為食，可作為食用魚。

## 擴展閱讀
維基物種上的相關：大眼棱鯡